# Philippeville
Philippeville  ist eine ehemalige Festungsstadt und eine Gemeinde in der Provinz Namur im wallonischen Teil Belgiens.
Die Gemeinde besteht aus den Ortsteilen Philippeville, Fagnolle, Franchimont, Jamagne, Jamiolle, Merlemont, Neuville, Omezée, Roly, Romedenne, Samart, Sart-en-Fagne, Sautour, Surice, Villers-en-Fagne, Villers-le-Gambon und Vodecée.

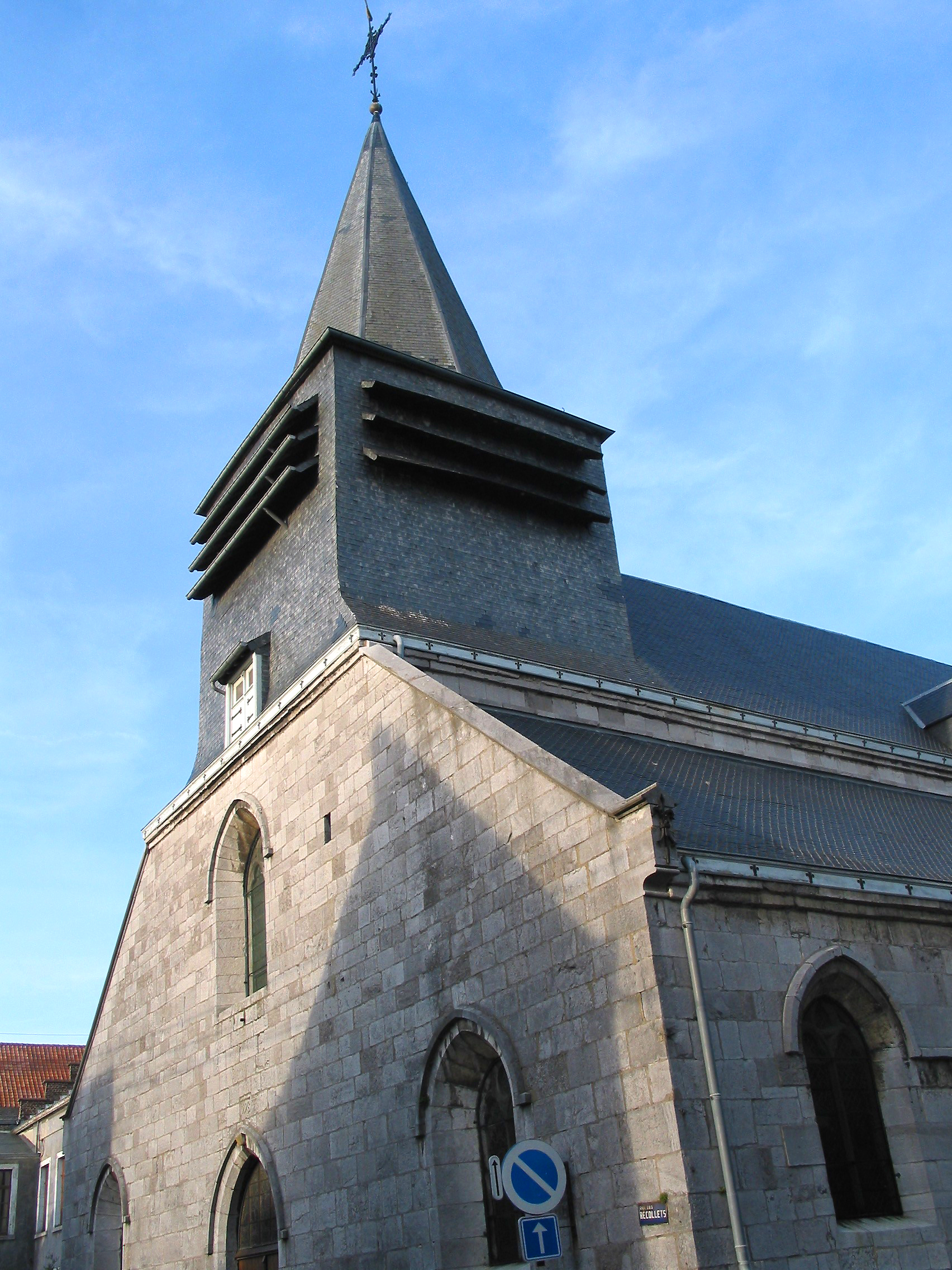
Kirche Saint-Philippe

## Geschichte
Nach der Einnahme der elf Kilometer südlich gelegenen Festung Mariembourg durch König Heinrich II. von Frankreich 1554 ließ Maria von Ungarn, Schwester Kaiser Karls V. und Statthalterin der Niederlande, den Flecken Corbigny befestigen. Die Festung wurde ab 1555 nach den gleichen Prinzipien angelegt wie zuvor Mariembourg, mit sternförmig angelegten Straßen um einen zentralen Platz, und erhielt den Namen Philippeville nach ihrem Neffen Philipp. Die Lage auf einer Anhöhe in einem sonst ganz flachen Umland machte den Ort zur Befestigung geeignet.
Durch den Pyrenäenfrieden von 1659 gewann Frankreich die Stadt – für mehr als anderthalb Jahrhunderte. Ludwig XIV. ließ nach einer Visitation die Befestigungen durch Vauban verbessern. Mit dem Zweiten Pariser Frieden (Art. 1, Abs. 1) vom 20. November 1815 kam sie an das neugegründete Vereinigte Königreich der Niederlande. Seit der Loslösung Belgiens 1830 gehört Philippeville zu diesem.
Unter der Stadt befindet sich ein Netz unterirdischer Gänge aus dem 17. Jahrhundert, die einstmals die Außenforts mit der Festung verbanden. Ein Abschnitt dieser insgesamt zehn Kilometer langen Gänge ist zur Besichtigung freigegeben.

## Städtepartnerschaften
- Saulieu (Frankreich)

## Persönlichkeiten
Söhne und Töchter der Gemeinde
- Jérôme-Joseph de Momigny (1762–1842), Komponist

Personen, die vor Ort gewirkt haben
- Lazarus von Schwendi (1522–1583), war erster Festungskommandeur von Philippeville. Daher gehört die Gemeinde auch dem Lazarus-von-Schwendi-Städtebund an.